# CF Rapa Nui
CF Rapa Nui là một câu lạc bộ bóng đá tại Chile, đại diện cho lãnh thổ của Đảo Phục Sinh. Sân vận động nhà của họ được đóng tại Estadio de Hanga Roa, có sức chứa vào khoảng 2.500 người.
Đội chơi hai trận không chính thức với một đội bóng đến từ quần đảo Juan Fernández vào năm 1996 và năm 2000, trước khi chơi trận đấu chính thức đầu tiên của họ vào ngày 05 tháng 8 năm 2009, ở vòng đầu tiên của Cúp bóng đá Chile 2009; CF Rapa Nui thua 4-0 trước Colo-Colo.
Đối với các trận đấu của họ với Colo-Colo, đội bóng được dẫn dắt bởi cựu huấn luyện viên đội tuyển Chile Miguel Angel Gamboa, người đã dành nhiều tuần để rèn luyện các kỹ năng của các cầu thủ địa phương, cũng như dạy họ những việc cơ bản của bắn súng và định vị.